# 安德烈·加博里奥
安德烈·加博里奥（法語：André Gaboriaud，1895年5月1日—1969年11月23日），法国男子击剑运动员。他曾代表法国参加1928年夏季奥林匹克运动会击剑比赛，获得男子团体花剑银牌。